# Это мы
«Э́то мы» (англ. This Is Us) — американский драматический телесериал, созданный Дэном Фогельманом, который стартовал на канале NBC 20 сентября 2016 года. В центре сюжета ансамблевой драмы находятся жизни и семьи двух родителей, чьи трое детей были рождены в тот же день, что и их отец.
27 сентября 2016 года NBC продлили сериал на полный сезон из 18 эпизодов. 18 января 2017 NBC продлил сериал сразу на два сезона — второй и третий; в каждом из них по 18 эпизодов.
12 мая 2019 года канал NBC продлил сериал на три сезона вперед, в каждом сезоне по 18 серий, в общей сложности 54 новые серии .
12 мая 2021 года телеканал NBC объявил, что шестой сезон сериала — финальный.

## Сюжет
Сериал рассказывает о жизни близнецов Кевина, Кейт и Рэндалла Пирсонов («Большой тройке» как называют малышей их родители). В 36 день рождения своего мужа Джека, Ребекка Пирсон рожает трех близнецов: первый мальчик Кевин и девочка Кейт живы, третий ребёнок умирает в родах. Веря в то, что у них должно быть трое детей, Джек и Ребекка усыновляют Рэндалла, чернокожего малыша, родившегося в один день с их детьми и попавшего в ту же больницу, после того, как биологический отец оставил его на пожарной станции. Джек Пирсон умирает, когда его детям было по семнадцать лет.
Действие сериала происходит в 2016—2019 годах, но часто используются воспоминания членов семьи. Воспоминания фокусируются на молодости Джека и Ребекки, на рождении детей, на «Большой тройке» в возрасте 8-10 лет и когда они уже подростки. Сцены прошлого это Питтсбург, где «Большая тройка» рождается и воспитывается. Жизнь повзрослевших героев показана в Нью-Йорке, Лос-Анджелесе и Нью-Джерси.

## Актёрский состав и персонажи
- Майло Вентимилья — Джек Пирсон (31 августа род.1944), муж Ребекки, отец Кейт, Кевина и Рэндалла[8][9].
- Мэнди Мур — Ребекка Пирсон (урожд. Мэлоун, род. 1950/51), жена Джека, мать Кейт, Кевина и Рэндалла[10].
- Стерлинг К. Браун — Рэндалл Пирсон (род. 31 августа 1980), приёмный сын Джека и Ребекки, брат Кейт и Кевина. При рождении был назван Кайлом[11].
- Крисси Метц — Кейт Пирсон (род. 31 августа 1980), дочь Джека и Ребекки, сестра-близнец Кевина, сестра Рэндалла[12].
- Джастин Хартли — Кевин Пирсон (род. 31 августа 1980), сын Джека и Ребекки, брат-близнец Кейт, брат Рэндалла[9].
- Уотсон Сьюзан Келечи — Бет Пирсон, жена Рэндалла[13].
- Крис Салливан — Тоби Дэймон, парень, позже муж Кейт[14].
- Джон Уэртас — Мигель Ривас,  лучший друг Джека Пирсона и второй муж Ребекки[15][16].
- Рон Сефас Джонс — Уильям Хилл, биологический отец Рэндалла[17].
- Эрис Бэйкер — Тесс Пирсон, старшая дочь Рэндалла и Бет Пирсонов[18].
- Фэйти Херман — Энни Пирсон, младшая дочь Рэндалла и Бет Пирсонов.
- Лирик Росс — Дэжа, приемная дочь Рэндалла и Бет Пирсонов[19].
- Фелисия Рашад — Кэрол, мать Бет.
- Майкл Ангарано/Данн Гриффин — Николас («Ник») Пирсон, младший брат Джека Пирсона[20].
- Брекенридж Александра — София, подруга детства Кейт и девушка Кевина. Бывшая жена Кевина[16].
- Питер Онорати — Стэнли Пирсон, отец Джека Пирсона.
- Лаура Ниеми — Мэрилин Пирсон, мать Джека Пирсона.

## Разработка и производство
Пилотный эпизод был заказан NBC вне цикла в сентябре 2015 года. В ноябре Мэнди Мур, Майло Вентимилья, Стерлинг К. Браун, Джастин Хартли и Рон Сефас Джонс получили основные роли в проекте. Крисси Метц и Сьюзан Келечи Уотсон в следующем месяце получили две другие основные роли. 12 мая 2016 года канал утвердил пилот и дал зелёный свет на производство первого сезона.
Трейлер к сериалу поставил рекорд по количеству просмотров, приближаясь к отметке в 70 миллионов на YouTube и Facebook за первые одиннадцать дней.

## Обзор сезонов
| Сезон | Сезон | Эпизоды | Дата показа      | Дата показа   | Рейтинг Нильсона | Рейтинг Нильсона       |
| Сезон | Сезон | Эпизоды | Премьера         | Финал         | Ранк             | Зрители США (миллионы) |
| ----- | ----- | ------- | ---------------- | ------------- | ---------------- | ---------------------- |
|       | 1     | 18      | 20 сентября 2016 | 14 марта 2017 | 6                | 14.70                  |
|       | 2     | 18      | 26 сентября 2017 | 13 марта 2018 | 4                | 17.43                  |
|       | 3     | 18      | 25 сентября 2018 | 2 апреля 2019 | 6                | 13.80                  |
|       | 4     | 18      | 24 сентября 2019 | 24 марта 2020 | 7                | 11.55                  |
|       | 5     | 16      | 27 октября 2020  | 25 мая 2021   | 13               | 9.32                   |
|       | 6     | 18      | 4 января 2022    | 24 мая 2022   | 17               | 8.13                   |

## Достижение
| Год  | Премия                 | Категория                                                  | Номинант                  | Результат |
| ---- | ---------------------- | ---------------------------------------------------------- | ------------------------- | --------- |
| 2018 | Золотой глобус         | Лучшая мужская роль на ТВ (драма)                          | Стерлинг К. Браун         | Победа    |
| 2018 | Золотой глобус         | Лучшая актриса второго плана мини-сериала или фильма на ТВ | Крисси Метц               | Номинация |
| 2018 | Золотой глобус         | Лучший драматический сериал                                |                           | Номинация |
| 2018 | Премия канала MTV      | Лучший музыкальный момент                                  | Кейт поёт песню Landslide | Номинация |
| 2018 | Эмми                   | Лучший приглашенный актёр в драматическом сериале          | Рон Сефас Джонс           | Победа    |
| 2018 | Эмми                   | Лучший драматический сериал                                |                           | Номинация |
| 2018 | Эмми                   | Лучшая мужская роль в драматическом сериале                | Майло Вентимилья          | Номинация |
| 2018 | Эмми                   | Лучшая мужская роль в драматическом сериале                | Стерлинг К. Браун         | Номинация |
| 2018 | Эмми                   | Лучший приглашенный актёр в драматическом сериале          | Джеральд МакРэйни         | Номинация |
| 2018 | Премия Гильдии актёров | Лучший актёр драматического сериала                        | Стерлинг К. Браун         | Победа    |
| 2018 | Премия Гильдии актёров | Лучший актерский состав драматического сериала             |                           | Победа    |
| 2017 | Золотой глобус         | Лучшая актриса второго плана мини-сериала или фильма на ТВ | Крисси Метц               | Номинация |
| 2017 | Золотой глобус         | Лучшая актриса второго плана мини-сериала или фильма на ТВ | Мэнди Мур                 | Номинация |
| 2017 | Золотой глобус         | Лучший драматический сериал                                |                           | Номинация |
| 2017 | Премия канала MTV      | Лучшая душераздирающая сцена                               | Джек и Рэндалл на каратэ  | Победа    |
| 2017 | Премия канала MTV      | Лучший актёр или актриса в ТВ-шоу                          | Мэнди Мур                 | Номинация |
| 2017 | Премия канала MTV      | ТВ-шоу года                                                |                           | Номинация |
| 2017 | Премия канала MTV      | Следующее поколение                                        | Крисси Метц               | Номинация |
| 2017 | Эмми                   | Лучшая мужская роль в драматическом сериале                | Стерлинг К. Браун         | Победа    |
| 2017 | Эмми                   | Лучший приглашенный актёр в драматическом сериале          | Джеральд МакРэйни         | Победа    |
| 2017 | Эмми                   | Лучший драматический сериал                                |                           | Номинация |
| 2017 | Эмми                   | Лучшая мужская роль в драматическом сериале                | Майло Вентимилья          | Номинация |
| 2017 | Эмми                   | Лучшая мужская роль второго плана в драматическом сериале  | Рон Сефас Джонс           | Номинация |
| 2017 | Эмми                   | Лучшая женская роль второго плана в драматическом сериале  | Крисси Метц               | Номинация |
| 2017 | Эмми                   | Лучший приглашенный актёр в драматическом сериале          | Дэнис О’Хэр               | Номинация |
| 2017 | Эмми                   | Лучший приглашенный актёр в драматическом сериале          | Брайан Тайри Генри        | Номинация |
| 2017 | Премия Гильдии актёров | Лучший актёр драматического сериала                        | Стерлинг К. Браун         | Номинация |